# Timpson
Timpson ist eine Stadt im Shelby County in Osttexas. Sie wurde 1897 als Bahnstation gegründet und war in der ersten Hälfte des 20. Jahrhunderts ein prosperierendes Transportzentrum innerhalb der Region. Das U.S. Census Bureau hat bei der Volkszählung 2020 eine Einwohnerzahl von 989 ermittelt.

## Beschreibung
Timpson liegt in der nordwestlichen Ecke des Shelby County an der Kreuzung der US-Bundesstraßen 87, 84 und 59. Die Entfernung zur Bezirksgrenze zum benachbarten Panola County beträgt rund 8 Kilometer, die zur County-Hauptstadt Center rund 25 Kilometer und die zu Carthage, dem County Seat des Panola County rund 35 Kilometer. Die Landschaft der Umgebung ist eben bis leicht wellig und durchgängig von Bewaldung sowie dazwischenliegenden Anbauflächen und Weiden geprägt.
Gegründet wurde Timpson im Zug des Baus der Houston East and West Texas Railroad – einer Eisenbahn-Verbindungsstrecke, welche die osttexanische Metropole Houston mit Shreveport in Louisiana verband. Benannt wurde die Stadt nach dem Eisenbahningenieur. P. B. Timpson. Nach dem Anschluss an das Eisenbahnnetz schritt die Entwicklung der Stadt schnell voran. 1906 hatten sich in Timpson unter anderem eine Fabrik eine Produktion von Axtgriffen, eine für die Herstellung von Mineralwasser, jeweils eine für das Verpacken von Tomaten und die Konservierung von Pfirsichen, zwei Banken sowie ein Hotel angesiedelt. Zur Jahrhundertwende war Timpson der bedeutendste Transport-Knotenpunkt in der Region. 1910 belief sich die Einwohnerzahl auf 1528. 1925 avancierte Timpson zu einem Zentrum für den Braunkohle-Transport. In den 1930er-Jahren setzte ein wirtschaftlicher Einbruch ein – mit entsprechenden Folgen für die Einwohneranzahl (siehe Abschnitt „Demografie“).
Der Timpson Independent School District deckt über das Stadtgebiet hinaus die nordöstliche Ecke des Shelby County mit ab. Zur Verfügung stehen eine Elementary School (Grade PK4–5), eine Middle School (Grade 6–8) sowie eine High School (Grade 9–12). Alle drei befinden sich am Rand des Stadtkerns in der McLoughlin Street.
Timpson verfügt über mehrere historische Gebäude aus der Zeit Ende des 19. bis Anfang des 20. Jahrhunderts. Neben dem Stadtplatz im Zentrum sind dies drei Kirchen: die First Baptist Church of Timpson, die Tennessee Presbyterian Church und die Tennessee Methodist Church.

## Demografie
Die Einwohneranzahl von Timpson hat sich, nach einem Plateau um die 1.500 in der ersten Hälfte des 20. Jahrhunderts, auf einem Niveau oberhalb von 1.000 stabilisiert – wobei die Tendenz steigend ist und im Verlauf der 2010er-Jahre erneut die Marke 1.500 überschritten hat. Laut den Daten des US-Zensus aus dem Jahr 2016 betrug die Einwohnerzahl in diesem Jahr 1.645 Personen. 771 davon waren männlich, 874 weiblich. 1.182 Einwohner waren 18 Jahre oder älter, 443 Kinder oder Jugendliche, 164 älter als 65 Jahre. Der Altersmedian betrug 30,9 Jahre. 808 der Befragten bezeichneten sich als Weiße (49,1 %), 618 als Afroamerikaner (37,6 %), 204 als Hispanics beziehungsweise Latinos (12,4 %) und 6 als Asiaten (0,4 %). Als zwei oder mehr Ethnien zugehörig bezeichneten sich 9 Befragte (0,5 %).
Laut Quickfacts-Infos auf census.gov betrug das Medianeinkommen 2017 pro Haushalt 28.125 US-Dollar (USD). Der ermittelte Medianwert liegt unter dem der drei Vergleichseinheiten Texas (54.700 USD), USA (55.300 USD) und Shelby County (36.300 USD). An Personen, die in Armut leben, wies der Zensus 39,8 % aus, an Personen ohne Krankenversicherung 33,3 %.